# Hạc Khánh
Hạc Khánh (tiếng Trung: 鹤庆县, Hán Việt: Hạc Khánh thị) là một huyện thuộc Châu tự trị dân tộc Bạch Đại Lý tại tỉnh Vân Nam, Cộng hòa Nhân dân Trung Hoa. Huyện này có diện tích 2250 km2, dân số năm 2002 là 168.000 người. Huyện lỵ tại trấn Vân Hạc.

## Các đơn vị hành chính
Huyện Hạc Khánh quản lý các đơn vị hành chính sau:
- Các trấn: Vân Hạc (云鹤镇)、Tân Truân (辛屯镇)、Tùng Quế (松桂镇)、Hoàng Bình (黄坪镇)
- Các hương: Kim Đôn (金墩乡)、Đóa Mỹ (朵美乡)、Bắc Nha (北衙乡) và Lục Hợ Di tộc (六合彝族乡).